# Mischa Barton
Mischa Anne Marsden Barton (Londen, 24 januari 1986) is een Brits-Amerikaanse actrice.

## Biografie
Mischa werd geboren in Londen. Haar vader is een Engelsman en haar moeder Nuala is een Ierse. Toen ze vier jaar oud was, verhuisde ze samen met haar vader, moeder en twee zussen (Hania en Zoe) naar New York.
Toen Mischa negen was, begon ze in toneelstukken te spelen in het New York Theater. Ook speelde ze in de achttien minuten durende film Polio Water. In 1996 begon ze voor een jaartje in de soap All My Children te spelen. In 1997 had ze op 11-jarige leeftijd al een hoofdrol te pakken in een film.
Ook speelde ze in 1997 in de film Lawn Dogs. In 1999 speelde ze een 13-jarig meisje dat samen met een vriendje een bank overviel in het drama Pups. Datzelfde jaar speelde ze kleine rolletjes in grote films zoals The Sixth Sense en Notting Hill. In 2000 was zij te zien in de film Skipped Parts. Samen met haar zus trad ze op in de film Paranoid en daarna was ze te zien in Frankie and Hazel. In 2001 speelde ze in drie films: Tart, Lost and Delirious en Julie Johnson. Daarna had ze een kleine rol in Fastlane in 2003 en een kleine rol in de serie Once and Again in 2006.
Door haar rol van Katie in Once and Again werd Barton opgemerkt bij het grote publiek. Na deze rol, waarin ze het lesbische vriendinnetje van Jessie (Evan Rachel Wood) speelde (haar eerste on-screen zoen hierin was tevens haar eerste echte zoen), kreeg ze de rol van Marissa Cooper in de populaire televisieserie The O.C.. Na het eind mei 2006 afgesloten derde seizoen zal zij niet meer te zien zijn in het laatste seizoen van de serie. Sinds 2009 is ze te zien in de serie The Beautiful Life.
Mischa Barton had in het verleden relaties met Brandon Davis, Benjamin McKenzie, Luke Pritchard en Cisco Adler. Ook heeft ze nog een klein rolletje in een videoclip, Addicted uit 2003, van Enrique Iglesias gespeeld.